# Louis Vuitton
 For alternative betydninger, se Louis Vuitton (designer).
Louis Vuitton Malletier eller Louis Vuitton forkortet LV er et fransk luksusmærke der specialiserer sig i tasker, lædervarer, kufferter, sko, ure, smykker, accessoires (tilbehør) og bøger. MLV-monogrammet og logo er kendt verden over som "varemærke". Det blev skabt i 1896 for at forhindre forfalskninger.
Louis Vuitton er et af de mest genkendte mærker; gennem lang tid et symbol på rigdom. Firmaet forlanger nogle af de højeste priser på det internationale marked for sine produkter. Dermed konkurrerer LV med Versace, Bijan, Hermès, Gucci, Dolce & Gabbana, Burberry, Dior, Yves Saint Laurent, Chanel, Fendi, Armani og Prada.
Louis Vuitton sponserer den indledende runde i America's Cup, Louis Vuitton Cup. Virksomheden indgår i dag i LVMH, der også producerer champagne og parfume.

## Historie
I 1835 forlod 14-årige Louis Vuitton sin hjemby i Jura for at gå 470 km til fods til Paris. Det tog ham to år før han ankom, medbringende kun det, han gik og stod i. Han kom i lære hos det prestigefyldte kuffertfirma Layetier, ejet af Monsieur Marachel, der specialiserede sig på at pakke overklassens besværlige garderobe med kysehatte og bugnende krinolineskørter. Netop på grund af firmaets omdømme blev Louis Vuitton udvalgt af Napoleon 3. til at lave tasker til kejserinde Eugenie. Dette job gav ham adgang til eksklusive og royale kunder i hele Paris. Et af hans tidligste påfund var en kuffert med fladt låg, i stedet for buet, så bagagen kunne stables i højden. Vuittons kufferter for togpassagerer var speciallavet, så de passede under sædet og på hattehylden. Alle kufferter var lavet af så lette materialer, at der aldrig skulle flere end to personer til for at bære dem. I 1854 åbnede Vuitton under sit eget navn en forretning på Rue Neuve des Capucines, i nærheden af Place Vendome i Paris. Hans tasker og kufferter var i imprægneret læder, så de blev vandtætte, og med metalhjørner og -kanter, så de blev mere solide. Produkterne blev hurtigt meget efterspurgte blandt velstående rejsende.
I 1886 designede Louis Vuitton og hans søn designede også de første lås, som skulle være umulig at åbne uden den originale nøgle.
Louis Vuittons kendte monogram blev i 1896 tegnet af hans søn George Vuitton i håb om at slippe for de forfalskninger, firmaet har slidt med helt fra starten af; men falske Vuitton-produkter er nærmest en industri i sig selv. Kun 20-25% af alle Louis Vuitton produkter på markedet er ægte.
I 1901 lancerede Vuitton The steamer bag, hvor den rejsende kunne lægge sit snavsetøj, og hænge det på kuffertens håndtag. Udgaven, der blev markedsført før jul i 2015, hed The city steamer, og er den aller dyreste taske i modehusets historie - lys beige i alligatorskind. I 1932 bad en vinproducent Gaston-Louis Vuitton om at lave en robust, men elegant taske beregnet til at fragte fem champagneflasker, fire stående og én liggende. Sådan blev Noé til.
Frem til 1970'erne havde Vuitton kun to egne butikker og solgte sine produkter gennem franchise. Først i 1980'erne begyndte de at sælge eksklusivt i egne forretninger, som de pr 2016 havde næsten 500 af verden over, med en årlig indtægt på omkring 90 milliarder kroner. I 1987 gik Vuitton sammen med champagneproducenten Moët-Hennessy og blev til luksuskonglomeratet LVMH, der regnes som verdens største. I 1990 blev familiefirmaet solgt til Bernard Arnault, en af Frankrigs rigeste mænd; men flere medlemmer af Vuitton-familien er ansat, deriblandt Louis Vuittons tipoldebarn Patrick Louis Vuitton: "Selve håndværket er ikke særlig ændret. Vi anvender de samme typer træ, lærred og skind som for 150 år siden." Interessant nok er de mestsælgende produkter næsten 100 år gamle. I dag laves de ikke mere for hånd, men regnes stadig som førsteklasses kvalitet. Keepall-tasken  er blandt klassikerne og stammer fra 1930'erne. Den anses som en god investering, fordi den er beregnet til dagligt brug. En lidt mindre version af Keepall, kaldt Speedy, var en af Audrey Hepburns yndlingstasker. Men når flere får råd til at anskaffe en taske, svarer modehusene med at sætte prisen op. I 2008 kostede en Keepall-taske 700 dollars. I 2016 var prisen fordoblet. Det var folks løn ikke.
I 1997 blev Marc Jacobs ansat som Vuittons første profilerede designer. Samtidskunstnere som Takashi Murakami, Richard Prince og Stephen Sprouse blev sat til at lave egne fortolkninger af firmaets klassikere. Dertil skabte Marc Jacobs en egen tøjlinie for firmaet. Tidligere blev modellerne klædt op i andre mærker i reklamene; nu kunne Vuitton i stedet markedsføre sine egne antræk. Men tøj og sko står ikke for mere end 5 % af den totale omsætning. Blandt specialbestillinger nævnes:
- Kuffert med brusebad.
- Kuffert til dirigentstaver, med et lille rum til hver stav.
- Kuffert med skuffer til parykker og falske øjenvipper m.m.
- Kuffert med solcelledrevet DVD-spiller, et udvalg film, te og kaffe.[2]

Den oprindelige Louis Vuitton-butik ligger på Champs-Élysées i Paris. I Danmark holder forretningen til på Amagertorv i København. Priserne rækker fra ca. 1.000 kr. for en nøglering, til flere 100.000 kr. for kufferter, jakker og andre større ting.
I 2010 blev reklamer for Vuitton indklaget for at have skabt indtryk af, at produkterne er syet i hånden.

## Retssag mod Nadia Plesner
I 2010 indledte Louis Vuitton en retssag mod den dansk/hollandske kunstner Nadia Plesner og hendes kunstneriske værker The Simple Living og Darfurnica. Louis Vuitton mente, at de juridiske regler om logoprodukter var brudt, og en nederlandsk domstol idømte Nadia Plesner dagbøder à 37.000 kr. Retssagen fik stor international opmærksomhed, da sagen ikke kun omhandlede logoprodukter, men også den kunstneriske ytringsfrihed. I 2011 frikendte domstolen Nadia Plesner.